# كولن بيل (لاعب كرة قدم)
كولن بيل (بالإنجليزية: Colin Bell)‏ (17 فبراير 1979 - ) هو لاعب كرة قدم موريشيوسي في مركز الوسط. شارك مع منتخب موريشيوس لكرة القدم. أما مع النوادي، فقد لعب مع Faucon Flacq SC ‏ ونادي بومبليموس.

## وصلات خارجية
- كولن بيل على موقع قاعدة بيانات كرة القدم.إي يو (الإنجليزية)
- كولن بيل على موقع ناشيونال فوتبول تيمز (الإنجليزية)